# It’s in the Way That You Use It
«It’s in the Way That You Use It» es una canción del músico británico Eric Clapton, publicada en el álbum de estudio August (1987). La canción, compuesta con el guitarrista de The Band Robbie Robertson, fue publicada como sencillo de August en 1986. Producida entre Clapton y su colaborador Tom Dowd, fue usada como tema principal de la película de Martin Scorsese El color del dinero y vendió más de 500 000 copias a nivel mundial.

## Composición
«It’s in the Way That You Use It» fue compuesta específicamente para la banda sonora del largometraje El color del dinero, dirigida por el cineasta Martin Scorsese y protagonizada por Paul Newman y Tom Cruise. La grabación apareció como parte de la banda sonora antes de su lanzamiento como sencillo en el álbum de 1986 August. Clapton compuso la canción junto a Robbie Robertson, exguitarrista de The Band durante la década de 1960. Robertson trabajó como director musical en El color del dinero, pero dado que aún no había publicado su primer álbum en solitario, su compañía discográfica no le permitió cantar en ninguna de las canciones, por lo que solo contribuyó a la banda sonora con varios temas instrumentales.
La canción incluyó a Clapton cantando y tocando la guitarra eléctrica, respaldado por Gary Brooker en los coros, Henry Spinetti a la batería, Richard Cottle tocando el sintetizador y Laurence Cottle el bajo.

## Publicación
«It’s in the Way That You Use It» fue publicada oficialmente como sencillo en varios países como Australia, Canadá, Estados Unidos y Portugal a finales de 1986, mientras que en otros países europeos como Alemania y Reino Unido, su lanzamiento se retrasó hasta marzo de 1987. El sencillo fue publicado tanto en disco de vinilo de 7" como en 12".

## Posición en listas
El sencillo no entró en la lista estadounidense Billboard Hot 100, aunque vendió un total de 183 290 copias en los Estados Unidos. Sin embargo, alcanzó el puesto dos en la lista Mainstream Rock Tracks en 1986, recopilada por la revista Billboard, y un año después llegó a lo más alto de la lista. En total, la canción pasó quince semanas en la lista. En Canadá, el sencillo no entró en la lista principal de éxitos y vendió 1 493 copias en total, mientras que en el Reino Unido, llegó al puesto 77 de la lista UK Singles Chart, vendiendo un total de 34 294 copias.
| Lista (1986–1987)                       | Posición |
| --------------------------------------- | -------- |
| Australia (Kent Music Report)           | 34       |
| Estados Unidos (Mainstream Rock Tracks) | 1        |
| Reino Unido (OCC)                       | 77       |

### Sucesión en listas
| Anterior: «I Want to Make the World Turn Around» de Steve Miller Band | Mainstream Rock Tracks — Sencillo número uno 10 de enero de 1987 — 16 de enero de 1987 | Siguiente: «My Baby» de The Pretenders |